# Vernonia gerrardii
Vernonia gerrardii là một loài thực vật có hoa trong họ Cúc. Loài này được Harv. miêu tả khoa học đầu tiên.